# Guwernantka

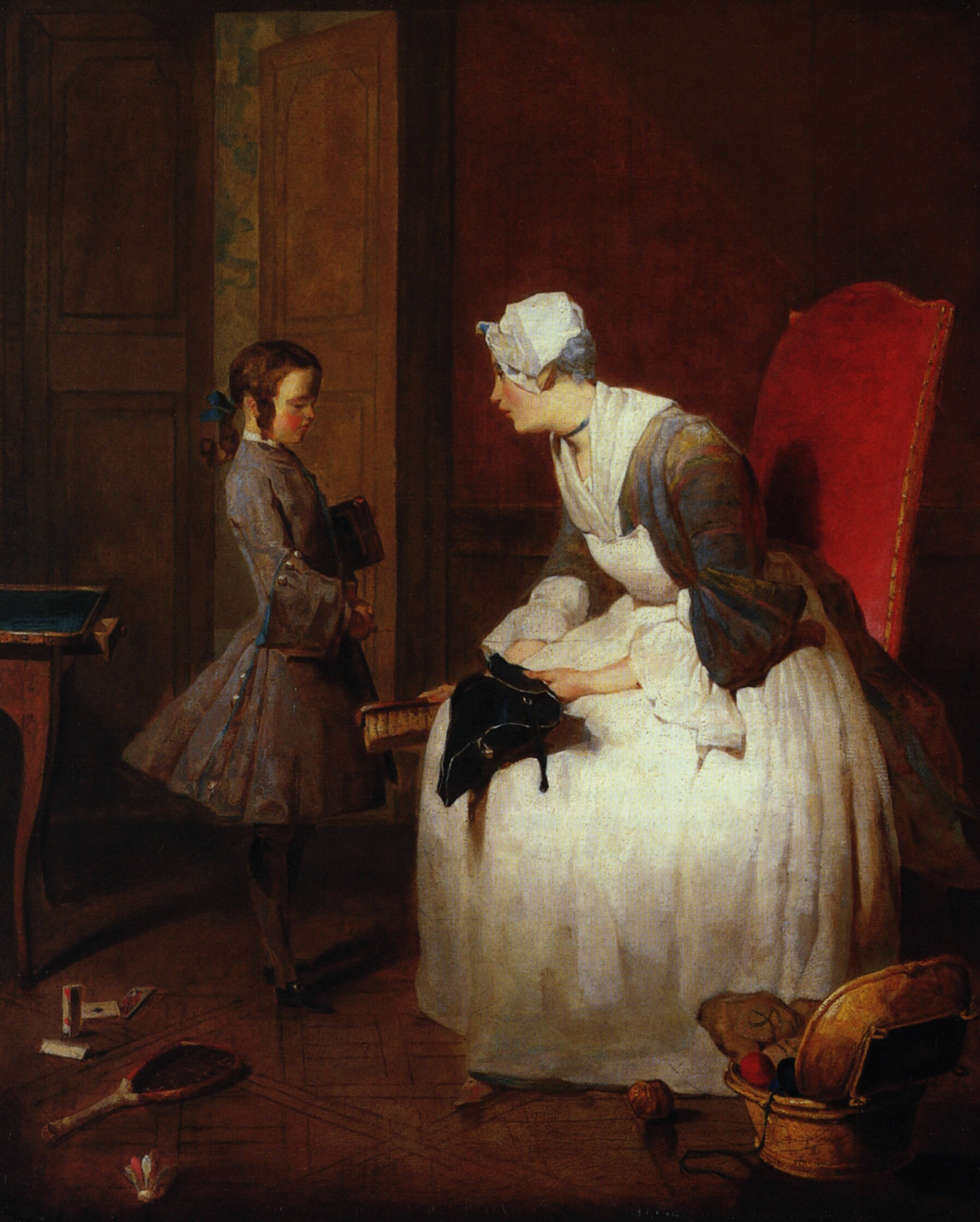
Guwernantka ze swoim wychowankiem na obrazie Jeana Chardina

Guwernantka – nauczycielka domowa, czasem pełniąca również rolę ochmistrzyni; męski odpowiednik tego pojęcia to guwerner lub guwernant. W Polsce guwernantkom powierzano zazwyczaj naukę i wychowanie młodszych dzieci, w wieku przedszkolnym. Najważniejszym przedmiotem nauczanym przez guwernantki i guwernantów były podstawy języka francuskiego. Stanowisko guwernantki było często jedynym sposobem zarobkowania dla niezamożnych a wykształconych niezamężnych kobiet. 
W polskich domach często zatrudniano też guwernerów; często byli to młodzi niezamożni ludzie (studenci), próbujący zarobić na studia lub utrzymać się w czasie studiów. Taki etap życia przeszli m.in. Bolesław Prus, Stefan Żeromski, Henryk Sienkiewicz, który przez rok uczył najstarszego syna Ludwika Weyhera, Mikołaj Chopin – przez 6 lat uczył Marię z Łączyńskich Walewską.
Pojęcie „guwerner” pojawiło się w połowie XVIII wieku wraz z modą na francuszczyznę (zastępując wcześniejszego „preceptora”).